# Eliot Maraux
Eliot Maraux, né le 20 août 1996 à Lons-le-Saunier dans le Jura, est un joueur français de basket-ball. 